# IC 268
IC 268 је спирална галаксија у сазвјежђу Еридан која се налази на листи објеката дубоког неба у Индекс каталогу.
Деклинација објекта је - 14° 6' 12" а ректасцензија 2h 55m 26,9s. Привидна величина (магнитуда) објекта IC 268 износи 14,7 а фотографска магнитуда 15,5. IC 268 је још познат и под ознакама MCG -2-8-24, PGC 11032.